# Depth (videojuego)
Depth es un videojuego de disparos en primera persona multijugador asimétrico de 2014 desarrollado por Digital Confectioners para Microsoft Windows. Es un juego que enfrenta a buzos que buscan tesoros contra tiburones.

## Jugabilidad
El juego es un shooter en primera persona que se desarrolla en entornos submarinos. Los jugadores pueden ser buzos o tiburones. Los buzos escoltan y defienden un sumergible automatizado para recolectar tesoros hundidos, utilizando armas de fuego, arpones, explosivos y otros equipos comprados con el tesoro recolectado, mientras que los tiburones, con diferentes especies que tienen diferentes habilidades, "evolucionan" nuevas habilidades matando y comiendo a los buzos. Los juegos se ganan cuando cualquiera de los bandos se queda sin reapariciones, cuando los buzos escoltan con éxito el sumergible hasta un punto de extracción o cuando los tiburones destruyen el sumergible.

## Desarrollo
Depth comenzó su producción en 2009, como un proyecto estudiantil creado como mod para Unreal Tournament 3, por un pequeño equipo liderado por Alex Quick de la fama de Killing Floor. Entre 2010 y 2012, el juego fue portado a UDK y se convirtió en un juego independiente. Sin embargo, el desarrollo se estancó debido a preocupaciones sobre la jugabilidad. En 2013, Digital Confectioners se asoció con el equipo para finalizar el desarrollo. En 2016, Digital Confectioners compró la participación del proyecto y desde entonces ha seguido desarrollando el título.

## Lanzamiento
Depth se puso en la tienda de Steam como un pedido anticipado el 16 de octubre de 2014 y se lanzó el 3 de noviembre de 2014. La actualización "The Big Catch" fue lanzado el 16 de diciembre de 2014, agregando 2 nuevas clases de tiburones, 1 nuevo mapa y un nuevo tipo de juego llamado "Megalodon Hunt".

## Recepción
Profundidad recibió críticas moderadamente positivas de los críticos. IGN describió "Depth" como "un océano de momentos de juego únicos y tensos", elogió el nivel y el diseño de sonido del juego y describió que jugar como un buzo o un tiburón es una experiencia "rápida, divertida y frenética". experiencia." IGN criticó la falta de modos de juego del juego y sus "escasas" opciones de personalización, diciendo que "dudan de la longevidad de este juego que de otro modo tendría forma de barco". GameSpot es menos favorable, señala texturas de baja calidad, problemas de equilibrio y falta de niveles memorables, y describe el juego como superficial. GameSpot esperaba que futuras actualizaciones para corregir errores y agregar contenido nuevo pudieran ayudar al juego a alcanzar su máximo potencial.
Tanto Multiplayer como GameSpot declararon que el juego se basa negativamente en la jugabilidad establecida en la serie Left for Dead.
El sitio de revisión independiente deviantrobot dijo que Depth es muy similar a Evolve, aunque "el juego es lo suficientemente único como para destacarse por sus propios méritos y no es solo para llenar el agujero con forma de Evolve en tu biblioteca de juegos".